# Ogród Roślin przy Gimnazjum Marii Magdaleny w Poznaniu
Ogród Roślin przy Gimnazjum Marii Magdaleny – nieistniejący niewielki ogród botaniczny, zlokalizowany na tyłach (strona wschodnia) gimnazjum św. Marii Magdaleny w Poznaniu, na Garbarach.
Założenie było pierwszym na terenie Niemiec szkolnym ogrodem botanicznym i stanowiło wzorzec w tym zakresie dla szkół w całym państwie. Ogród powstał w 1882 na dziedzińcu gimnazjum z inicjatywy Fritza Pfuhla (1853–1913) – nauczyciela gimnazjum i profesora Akademii w Poznaniu, florysty i założyciela działu przyrodniczego Muzeum Cesarza Fryderyka.
Ogród zajmował 1128 m², a obsadzono go 233 gatunkami roślin drzewiastych, bylin i ziół. Korzystały z niego wszystkie poznańskie gimnazja. Np. w 1903 wydano w celach dydaktycznych 66 tys. okazów roślin. Zorganizowano podział na sekcje, z uwzględnieniem roślin światło- i cieniolubnych. Łącznie istniały 44 sekcje, ułożone geometrycznie. Po śmierci Pfuhla, w 1913, ogród uległ likwidacji.